# Moščena
Moščena (ukr. Мощена, pol. Moszczana) je osada ve Volyňské oblasti v Kovelském rajónu na západní Ukrajině. V roce 2010 zde žilo 581 obyvatel.
Byla založena v roce 1543, tedy v období, kdy tato oblast spadala pod Polsko.